# 장희웅 (배우)
장희웅(1980년 2월 29일 ~ )은 대한민국의 배우, 프로 볼링 선수이다. 2000년 드라마 《덕이》로 데뷔하였다.

## 학력
- 한국체육대학교 경기지도학과

## 생애
선덕여왕, 주몽, 마의 등 다양한 사극에서 활약한 장희웅은 2010년 한국마상무예협회로부터 자격증을 발급받고 '국제기사대회'를 비롯해 매년 열리는 여러 국제 대회에 참가하고 있다. 또한 각종 기마문화축제의 시범단으로도 활약 중이다. 장희웅은 "사극 '선덕여왕'의 촬영을 앞두고 속초에 있는 협회에 가서 숙시를 하며 배운 후 현재까지 국제대회에 나서고 있다"고 밝혔다. 한국체육대학교를 졸업한 장희웅은 11년간 볼링선수로 활동하며 전국대회 우승도 여러차례 거머쥐었다. 배우 데뷔 후에는 뛰어한 운동신경을 십분발휘하며 각종 사극에 출연해 두드러진 무예를 펼쳤다. 장희웅은 "말을 타며 활을 쏘는 액션 연기를 하기 위해 마상무예를 배우다가 국가대표로 활동하게 됐다. 연습량이 많지 않아 수상할 정도는 아니다"며 자신을 낮췄다.
 교사 자격 등을 취득해 10개월 간 기간제 교사로도 일했다. 하지만 채워지지 않는 목마름은 여전했다. 결국 4학년 때 우연한 기회에 연기의 재미를 알게 됐고 뒤도 돌아보지 않고 이 길로 들어섰다.

## 연기 활동

### 드라마
- 2000년 SBS 창사 10주년 특별기획 《덕이》
- 2005년 MBC 아침드라마 《자매바다》 ... 봉팔 역
- 2006년 MBC 월화드라마 《주몽》 ... 하후천 역
- 2007년 MBC 월화드라마 《이산》 ... 강석기 역
- 2009년 MBC 월화드라마 《선덕여왕》 ... 박의 역
- 2011년 MBC 월화드라마 《짝패》 ... 장포교 역
- 2011년 MBC 월화드라마 《계백》 ... 용수 역
- 2012년 JTBC 주말연속극 《인수대비》 ... 월산대군 역
- 2012년 MBC 월화드라마 《마의》 ... 윤태주 역
- 2013년 SBS 드라마 스페셜 《너의 목소리가 들려》 ... 검사 역
- 2013년 KBS2 월화드라마 《총리와 나》 ... 배인권 역
- 2014년 tvN 금토드라마 《갑동이》 ... 서지훈 검사 역
- 2014년 KBS2 일일드라마 《달콤한 비밀》 ... 재키 역
- 2016년 MBC 아침드라마 《좋은사람》 ... 에릭 윤 역
- 2016년 MBC 일일연속극 《행복을 주는 사람》 ... 드라마 PD 역
- 2018년 tvN 월화드라마 《크로스》 ... 홍우현 역

### 영화
- 2013년 《소원택시》 ... 준호 역
- 2016년 《스플릿》 ... 무경 역

### 공연
- 2003년 뮤지컬 《지저스 지저스》
- 2008년 뮤지컬 《온리 러브》 ... 현강 역
- 2009년 뮤지컬 《Watch out》 ... 민우 역
- 2010년 연극 《오셀로》
- 2016년 뮤지컬 《한설에 핀 매화》 ... 면암 최익현 역

### 방송
- 2018년 TV조선 《전설의 볼링》